# Radu-Dumitru Savu
Radu-Dumitru Savu (n. 1 mai 1951, Raionul Noua Suliță, RSSA Ucraineană (azi în Ucraina) a fost un deputat român în legislatura 1990-1992, în perioada 18 iunie 1990 - 9 martie 1992 ales în județul Călărași pe listele partidului FSN. Deputatul Dumitru-Radu Savu a fost înlocuit la data de 19 martie 1992 de către deputatul Dorin Mitișor. În cadrul activității sale parlamentare, Radu-Dumitru Savu a fost membru în grupurile parlamentare de prietenie cu Regatul Belgiei, Republica Coreea și Mongolia. 